# Audrey Whitby

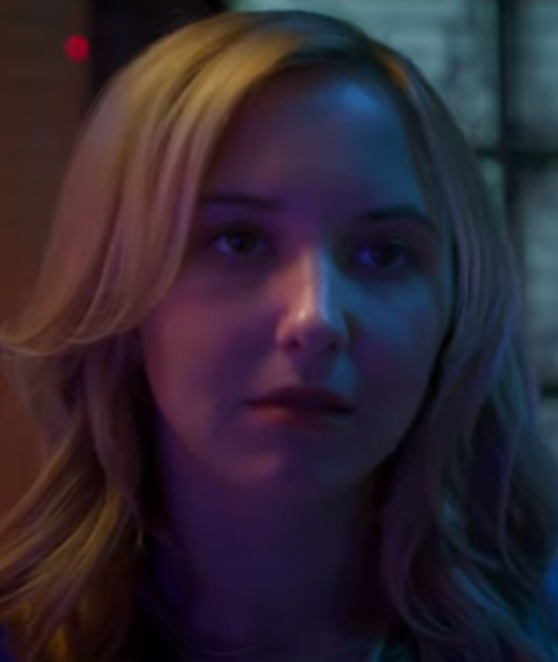
Audrey GreyWhitby (2018)

Audrey Grey Whitby (* 10. April 1996 in Indianapolis, Indiana) ist eine US-amerikanische Schauspielerin. Sie ist bekannt durch ihre Rolle als Cherry in der Superhelden-Sitcom Die Thundermans. Sie ist privat mit ihrem Schauspielerkollegen Joey Bragg zusammen, mit dem sie auch in der zweiten Staffel von Liv und Maddie vor der Kamera stand.

## Filmografie
- 2011: Trippin
- 2011–2012: So Random! (18 Folgen)
- 2012: Austin & Ally (Folge 1.05)
- 2012: Hund mit Blog (Folge 1.01)
- 2012: Scared Sweet
- 2012: Bad Fairy
- 2013: AwesomenessTV (18 Folgen)
- 2013–2018: Die Thundermans (34 Folgen)
- 2014: Terry the Tomboy
- 2014: Pro Wrestling Family
- 2015–2016: Liv und Maddie (4 Folgen)
- 2017: Nicky, Ricky, Dicky & Dawn – (Folge 61: Der beste Sommer überhaupt)
- 2023: Zoey 102
- 2024: Rückkehr der Thundermans
- 2025: Die Thundermans: Undercover (The Thundermans: Undercover, 1 Folge)